# Sarothrura boehmi
Sarothrura boehmi е вид птица от семейство Sarothruridae.

## Разпространение
Видът е разпространен в Ангола, Бурунди, Габон, Екваториална Гвинея, Замбия, Зимбабве, Камерун, Демократична република Конго, Република Конго, Кения, Малави, Руанда, Танзания и Уганда.